# دافور ماتيتش
دافور ماتيتش هو لاعب كرة قدم كرواتي في مركز الدفاع، ولد في 28 أكتوبر 1959 في Drniš ‏ في كرواتيا. لعب مع دينامو زغرب.

## وصلات خارجية
- دافور ماتيتش على موقع قاعدة بيانات كرة القدم.إي يو (الإنجليزية)